# 404e régiment d'artillerie anti-aérienne
Le 404e régiment d’artillerie anti-aérienne a été créé en 1923, à Dijon. C'est un régiment de défense contre les aéronefs (DCA).

## Création et différentes dénominations
- 1923 : création
- 1929 : dissous
- 1934 : recréé

## Historique
C'est l'engagement d'aéronefs sur le champ de bataille de la Première Guerre mondiale qui entraine la création d'une artillerie de défense contre avions. Les batteries de DCA dispersées dans les grandes unités sont présentes dans toutes les grandes batailles ce qui vaut au 404e RAA l'inscription « Grande Guerre 1914-1918 ».
Le régiment est créé en 1923 à partir du 4e régiment d'artillerie de défense contre-aéronefs. Dissous en 1929, il est recréé en 1934 à Tours.
Il met sur pied de nombreuses batteries au début de la Seconde Guerre mondiale. La 1026/404e batterie anti-aérienne est engagée du 27 avril au 7 juin 1940 dans le secteur de Narvik au sein du corps expéditionnaire français en Scandinavie.

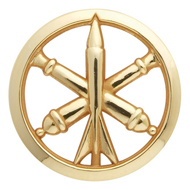
Insigne de béret d'artillerie

En 1948, le 404e régiment d'artillerie anti-aérienne s'installe au quartier de La Tour-Maubourg à Valence (Drôme), puis en 1951 le 477e groupe d'artillerie antiaérienne lègère à la caserne Bacquet[Quoi ?]. En 1955, le 477e GAAL est rattaché au 404e RAA qui sera dissous en 1964.
Le 404e RAA forme un groupe de marche, le I/404e RAA, qui participe à la guerre d'Algérie.

## Étendard

Représentation du drapeau du d'artillerie.

Il porte, cousues en lettres d'or dans ses plis, les inscriptions suivantes :
Grande guerre 1914-1918

## Personnalités ayant servi au sein du régiment
- Robert Kaskoreff (1909-1988), résistant français, Compagnon de la Libération.